# Une dame vraiment bien
Une dame vraiment bien è un cortometraggio muto del 1908 diretto da Louis Feuillade e da Romeo Bosetti. Feuillade firma anche la sceneggiatura.

## Trama
Tutti si girano a guardarla: una signora, mentre passeggia, provoca con la sua sola presenza una serie di disastri. Gli uomini si dimenticano di ciò che stanno facendo e, per guardarla, vanno a sbattere contro i pali della luce, i tavoli, le carrozzine... Lei è talmente pericolosa che la polizia la invita a coprirsi il viso e l'accompagna a casa.

## Produzione
Il film fu prodotto dalla Société des Etablissements L. Gaumont

## Distribuzione
Distribuito dalla Société des Etablissements L. Gaumont, uscì nelle sale cinematografiche francesi l'8 ottobre 1908.
Copia della pellicola viene conservata negli archivi dell'International Museum of Photography and Film at George Eastman House.